# Nefronoftiza
Nefronoftiza (skraćeno NPHP) je autozomno recesivna bolest koja pripada grupii cističnih
bolesti srži bubrega. Bolest je karakteriše nastankom hroničnog tubulointersticijskog nefritisa i
postupnim gašenjem funkcije bubrega, što u terminalnoj fazi rezultuje bubrežnom insuficijencijom. Simptomi se javljaju u prvim godinama života, dok terminalna insuficijencija bubrega može nastupiti već oko desete godine.
Najčešći uzrok bolesti kod kod dece je genetski. Otkriveno je 30 različitih gena (NPHP gena), čije su mutacije odgovorne za nastanak promena u histološkoj građi tkiva bubrega.
Biopsija bubrega je metoda izbora za otkrivanje ove kongenitalne bolesti. Pregledom uzorka tkiva uočene su promene strukture bazalne membrane, difuzna intersticijska infiltracija/fibroza i tubularna atrofija. Makroskopski bubrezi su najčešće normalne veličine, ali je smanjena njnihova sposobnost koncentracije mokraće.
Ranim otkrivanjem bolesti i na vreme započetom terapijom odlaže se napredovanje oštećenja i pojava komplikacija, i time skraćuje vreme hospitalizacije i smanjuju troškovi bolničkog lečenja. U stadijumu otkaza bubrega primenjuje se dijaliza, dok transplantacija bubrega predstavlja metodu izbora.

## Epidemiologija
Prema Hildenbrandtu i saradnicima nefronoftiza čini 10- 25% uzroka terminalne bubrežne insuficijencije.
Nefronoftiza se javlja samostalno ili je udružena sa anomalijama drugih organskih sistema.

## Etiopatogeneza
Nefronoftiza kao izolovani poremećaj i jedna od primernih ciliopatija (grupe poremećaja funkcionalnosti primarnih cilija), posedica je mutacija 9 NPHP gena. NPHP geni kodiraju proteine nefrocistine važne za strukturalni i funkcionalni integritet epitelnih ćelija bubrežnih tubula.
Imajući u vidu da su primarne, ili nepokretne cilije sastavni deo ćelija većine tkiva, poput fotoreceptora mrežnjače, neurona i epitelnih ćelija tubula bubrega, njihova uloga na apikalnoj strani epitelnih ćelija tubula je prenos signala izazvanih mehaničkim nadražajem.
S obzirom na ukupnu prisutnost tih organela u bubregu, gubitak njihove uloge remeti prenos kroz nadražajne signalne puteve, koji neprestano raste, dovodi do nastanak mnogobrojnih sindroma disfunkcija cilijarnog aparata epitelnih ćelija bubrežnih tubula, što ima za posledicu nastanak cističnih bubrežnih bolesti i nefronoftize.
Na apikalnoj strani epitelnih ćelija vezani su za citoskelet primarnih cilija, organela važnih u kontroli ćelijskog ciklusa i proliferacije. Primarne cilije kubičnog do cilindričnog epitela sabirnih kanalića učestvuju u apsorpciji i koncentriranju mokraće. Citoskelet cilija, odnosno aksonema sastavljena je od 9 parova mikrotubula, međusobno povezanih proteinom neksinom. Vezani za aksonemu primarnih cilija, nefrocistin 1, nefrocistin 2/inverzin, i nefrocistini 3, 4, 5, 8, 9 učestvuju u procesu prenosa nadažajnih informacija izazvanih protokom mokraće. Tako dobijen nadražaj prenosi se dalje unutar ćelija i izazivaju kaskadu signalnih puteva zavisnih od kalcijuma. Osim o unutarćelijskog prenosa nadražaja i apsorbcija mokraće zavisi od propusnosti apikalnog dela membrane bubrežne epitelne
ćelije.

### Oblici bolesti
S obzirom da se simptomi nefronoftize pojavljuju u različitoj dobi, razlikuju se tri oblika bolesti: infantilni, juvenilni i adolescentni. Sva tri oblika se manifestuju sličnom kliničkom slikom.
Infantilni oblik
Infantilni oblik je posledica mutacije NPHP 2 gena, dok su preostali geni odgovorni za nastanak juvenilnog i adolescentnog oblika. Simptomi infantilnog oblika počinju oko prve godine, i postupno pogoršanje bubrežne funkcije dovodi do bubrežne insuficijencije pre pete godine života. Za razliku od ostalih oblika, često je prisutna teška hipertenzija.
Juvenilni oblik
Juvenilni oblik nastupa oko trinaeste godine života. On je najzastupljeniji oblik nefronoftize. Podjednako napada dčake i devojčice.
Adolescentni oblik
Simptomi adolescentng oblika javljaju se u dvadesetim godinama života, a posledica su mutacija najčešće NPHP 3 gena. Sumnju na dijagnozu izaziva pojava poliurije, polidipsije i blage proteinurije. Prisutne su i vanbubrežne manifestacije poput hepatalne fibroze, hepatomegalije, retinalne degeneracije, retinitis pigmentose, mentalne retardacija, cerebralne ataksije. Nekoliko godina nakon početka bolesti nastupa otkaz bubrega, koji zahteva primenu dijalize i transplantaciju bubrega.

### Nefronoftiza udružena sa anomalije drugih organskih sistama
Osim zahvaćenosti bubrega i mokraćnog sistema kod 15% obolelih nalaze se anomalije drugih organskih sistama. Najčešća oboljenja je udruženo sa psihomotornom retardacijom, cerebralnom ataksijom, perceptivnom nagluvošću, hepatoretinalnom degeneracijom, strabizmom, slepoćom. Česta je kombinacija polidaktilije sa anomalijama centralnog nervnog sistema. Nerietko se nalaze hipoplazija pluća i urođene bronhiektazije. Najčešće udružene srčane anomalije su insuficijencija mitralne valvule i aortna stenoza. Mutacijom gena, koji kodira protein inversin, dolazi do poremećaja organogenze i zato organi zauzimaju položaj obrnut od njihovog normalnog položaja.

## Klinička slika
Zanci i simptomi bolesti prvi put se javljalju nakon prve godine života, a kod novorođenčadi najčešće se ispoljavaju smanjenom porođajnom tržinaom. Osnovnu kliničku sliku nefronoftize karakterišu sledeći znaci i simptomi
- Smanjenje koncentracijske sposobnosti bubrežnih tubula manifestuje se prekomernim stvaranjem razrijeđene mokraće, a bolest počinje pojavom nokturije, koja ne odgovara na terapiju dezmopresinom.
- Učestale su enureza, poliurija i polidipsija.
- Tipičan je nalaz blaga proteinurija, do 500 mg/24 h.
- Deca su najčešće normovolemična uz odgovarajući unos natrijuma.
- Glomerularna filtracija je u početku očuvana, ali napredovanjem bubrežnog oštećenja dolazi do porasta koncentracije uremičnih toksina u plazmi.
- Kasniji znaci bolesti su anemija i metabolička acidoza.
- Razvoj uremije prati mučnina, povraćanje, glavobolja i opšta slabost.
- Uz anemiju, anoreksiju, smanjen unos natrijuma i posedičnu dehidraciju dolazi do zastoja u rastu i pojave renalne osteodistrofije.
- Hipertenzija nije uobičajeni nalaz osim kod dece sa infantilnim oblikom bolesti.

## Dijagnoza
Dijagnoza se postavlja na osnovu, laboratorijskih nalaza, slikovnih metoda i biopsije bubrega

### Laboratorijski nalazi
Uvid u prirodu bolesti, funkcionalno stanje i stepen oštećenja bubrega može se utvrditi određivanjem veličine glomerularne filtracije, koncentracione sposobnosti bubrega i sposobnosti zakiseljavanja mokraće.
- Laboratorijske analiza mokraće ne otkriva prisutnost proteina ili je moguća njihova pojava u tragovima.
- Nije uobičajena pojava hematurije.
- Snižene vrednosti specifične težine upućuju na slabu moć koncentriranja mokraće.
- pH vrijednosti mokraće su snižene.
- Povišena je koncentracija natrijuma a serumske vrednosi ureje i kreatinina su povećane.
- Hemoglobin je snižen.
- Prisutna je hiponatrijemija, dok su vrednosti kalijuma normalne do blago snižene.[5]

### Slikovne metode
Ultrazvučnim pregledom se prikazuju hiperehogeni bubrezi uredne ili smanjene veličine. Ponekad je moguće uočiti ciste koje ispunjavaju srž ili se nalaze na kortikomedularnoj granici. Budući da prikaz cista ultrazvukom zavisi od njihovoj veličini i stepenica funkcije bubrega, nalaz cista ultrazvukom nije presudan za postavljanje dijagnoze nefronoftize. (Douglas et al 1995). Ultrazvuk predstavlja početnu, najčešće korišćenu, pouzdanu i jeftinu metodu probira, i traži dalje izvođenje biopsije za potvrđivanje dijagnoze.
Primen jonskih i nejonskih konratstnih sredstava i prikaza magnetnom rezonancijom ne preporučuje se kod obolelih od hroničnih bubrežnih bolesti zbog njihovog nefrotoksičnog dejstva.

### Histološki nalaz nakon biopsije
Makroskopski — bubrezi su normalne veličine ili blago povećani. Na preseku kroz bubrežni parenhim nejasne su konture kortikomedularne granice, isprekidane brojnim cistama. Srž bubrega je takođe ispunjena cistama.
Mikroskopski — na poprečnom preseku kore, uočavaju se atrofija tubula, gubitak četkaste prevlake proksimalnih zavijenih kanalića, i nepravilnosti lumena. Prisutna su cistična proširenja kanalića, i gubitak lumena pojedinih tubula.
Svetlosna mikroskopija — prikazuje zadebljanje i prekid kontinuiteta bazalne membrane
tubularnog epitela. Prekid kontinuiteta membrane smatra se glavnim činiocem nastanka
cističnih proširenja. Intersticijum bubrega prožet je upalnim ćelijama. U kasnijim stadijima
nastupa fibroza.

## Diferencijalna dijagnoza
Radi pravilnog izbora odgovarajućih dijagnostičkih metoda i postavljanja pravilne dijagnoze, potrebno je prepoznati karakteristične simptome i uzeti u obzir, diferencijalna dijagnoatički, istovremeno postojanje oboljenja drugih organskih sistema.
U tom smislu važno je diferencijalno dijagnostički razlikovati medularnu cističnu bolest od nefronoftize. Medularna cistična bolest karakteriše se autozomno dominantnim oblikom nasleđivanja, kasnijom manifestacijom bolesti i nastankom komplikacija. Bubrežni zastoj nastupa u odrasloj dobi. Tipičan klinički znak je hipertenzija.
Gubitak sposobnosti koncentracije mokraće postupno gašenje funkcije bubrega i nastanak uremije prisutni su kod kroničnog pijelonefritisa. Obično je prisutan vezikoureteralni refluks, i učestale su infekcije mokraćnog sistema. Patohistološka analiza bioptata daje uvid u stanje intersticijuma i potvrđuje dijagnozu.

## Terapija
Terapija oboljelih od nefronoftize je simptomatska. Za uspeh terapije važno je otkriti bolest u ranom stadijumu i odgovarajućim lečenjem usporiti napredovanje oštećenja i sprečiti nastanak komplikacija.
Kompletna nadoknada vode, i regulacija elektrolitskog i acidobaznog statusa, jedan je od bitnih elemenata terapije.
U stadijumu otkaza bubrega primenjuje se dijaliza, dok transplantacija bubrega predstavlja metodu izbora, imajući u vidu da se bolest ne vraća u transplantirani bubreg.

## Prognoza
Uremija najčešće nastaje do 20 godine života, a nastup terminalnog bubrežnog zastoja u infantilnom obliku nefronoftize do 3. godine života, dok kod juvenilnog i adolescentnog oblika nastupa od 10 – 13 godine života.

## Spoljašnje veze
- :  (језик: енглески)
- : „Genes and Disease”. National Center for Biotechnology Information (US). 1998. (језик: енглески)

|  | Molimo Vas, obratite pažnju na važno upozorenje u vezi sa temama iz oblasti medicine (zdravlja). |